# Julián Speroni
Julián María Speroni (Buenos Aires, 18 maggio 1979) è un ex calciatore argentino, di ruolo portiere.

## Carriera

### Club
Speroni ha iniziato la carriera nel Platense, in Argentina, ma dopo una sola stagione di professionismo è stato acquistato dagli scozzesi del Dundee.
Nel Dundee si è affermato come un portiere affidabile, dotato anche di buoni piedi. È stato apprezzato dai suoi tifosi anche per aver dichiarato che non avrebbe mai vestito la maglia dei rivali del Dundee United.
Comunque, a causa dei problemi finanziari della squadra, è stato ceduto ai neo-promossi inglesi del Crystal Palace, in cambio di mezzo milione di sterline.
Nel suo debutto casalingo, contro l'Everton, ha sbagliato il rilancio su un retropassaggio, servendo il centrocampista avversario Thomas Gravesen, che ha realizzato una rete. I Toffees si sono poi imposti per tre a uno. Successivamente, la squadra non ha realizzato punti per le seguenti quattro gare, perciò Speroni è stato sostituito dall'ungherese Gábor Király.
L'argentino ha ritrovato il posto da titolare solo dopo la partenza di Király, nel 2007. Tornato in squadra, si è affermato nuovamente come un portiere affidabile e, nel 2008, ha rinnovato il contratto ed ha vinto il premio per essere stato il "Calciatore dell'anno".
Il tecnico Neil Warnock, per commentare la sua gara contro lo Swansea City, ha dichiarato:
(Neil Warnock)
Il 12 novembre 2008, lo stesso Warnock ha dichiarato di valutare il portiere argentino circa dieci milioni di sterline.

## Statistiche

### Presenze e reti nei club
Statistiche aggiornate al 1 maggio 2019.
| Stagione              | Squadra               | Campionato            | Campionato | Campionato | Coppe nazionali | Coppe nazionali | Coppe nazionali | Coppe continentali | Coppe continentali | Coppe continentali | Altre coppe | Altre coppe | Altre coppe | Totale | Totale |
| Stagione              | Squadra               | Comp                  | Pres       | Reti       | Comp            | Pres            | Reti            | Comp               | Pres               | Reti               | Comp        | Pres        | Reti        | Pres   | Reti   |
| --------------------- | --------------------- | --------------------- | ---------- | ---------- | --------------- | --------------- | --------------- | ------------------ | ------------------ | ------------------ | ----------- | ----------- | ----------- | ------ | ------ |
| 2001-2002             | Dundee                | SPL                   | 17         | -21        | SC+CdL          | 4+0             | -4              | -                  | -                  | -                  | -           | -           | -           | 21     | -25    |
| 2002-2003             | Dundee                | SPL                   | 38         | -60        | SC+CdL          | 6+2             | -3 + -2         | -                  | -                  | -                  | -           | -           | -           | 46     | -65    |
| 2003-2004             | Dundee                | SPL                   | 37         | -56        | SC+CdL          | 2+3             | -3 + -3         | CU                 | 4                  | -3                 | -           | -           | -           | 46     | -65    |
| Totale Dundee         | Totale Dundee         | Totale Dundee         | 92         | -137       |                 | 17              | -15             |                    | 4                  | -3                 |             | -           | -           | 113    | -155   |
| 2004-2005             | Crystal Palace        | PL                    | 6          | -13        | FACup+CdL       | 0+2             | -3              | -                  | -                  | -                  | -           | -           | -           | 8      | -16    |
| 2005-2006             | Crystal Palace        | FLC                   | 4          | -5         | FACup+CdL       | 0+4             | -3              | -                  | -                  | -                  | -           | -           | -           | 8      | -8     |
| 2006-2007             | Crystal Palace        | FLC                   | 5          | -3         | FACup+CdL       | 0               | 0               | -                  | -                  | -                  | -           | -           | -           | 5      | -3     |
| 2007-2008             | Crystal Palace        | FLC                   | 46+2       | -42 + -4   | FACup+CdL       | 0               | 0               | -                  | -                  | -                  | -           | -           | -           | 48     | -46    |
| 2008-2009             | Crystal Palace        | FLC                   | 45         | -53        | FACup+CdL       | 3+0             | -5              | -                  | -                  | -                  | -           | -           | -           | 48     | -58    |
| 2009-2010             | Crystal Palace        | FLC                   | 45         | -51        | FACup+CdL       | 5+2             | -9 + -3         | -                  | -                  | -                  | -           | -           | -           | 52     | -63    |
| 2010-2011             | Crystal Palace        | FLC                   | 45         | -68        | FACup+CdL       | 1+2             | -2 + -1         | -                  | -                  | -                  | -           | -           | -           | 48     | -71    |
| 2011-2012             | Crystal Palace        | FLC                   | 42         | -44        | FACup+CdL       | 0+2             | -1              | -                  | -                  | -                  | -           | -           | -           | 44     | -45    |
| 2012-2013             | Crystal Palace        | FLC                   | 46+3       | -62 + -0   | FACup+CdL       | 0               | 0               | -                  | -                  | -                  | -           | -           | -           | 49     | -62    |
| 2013-2014             | Crystal Palace        | PL                    | 37         | -46        | FACup+CdL       | 2+0             | -2              | -                  | -                  | -                  | -           | -           | -           | 39     | -48    |
| 2014-2015             | Crystal Palace        | PL                    | 36         | -49        | FACup+CdL       | 1+0             | -2              | -                  | -                  | -                  | -           | -           | -           | 37     | -51    |
| 2015-2016             | Crystal Palace        | PL                    | 2          | -6         | FACup+CdL       | 0               | 0               | -                  | -                  | -                  | -           | -           | -           | 2      | -6     |
| 2016-2017             | Crystal Palace        | PL                    | 0          | 0          | FACup+CdL       | 2+0             | -1              | -                  | -                  | -                  | -           | -           | -           | 2      | -1     |
| 2017-2018             | Crystal Palace        | PL                    | 11         | -14        | FACup+CdL       | 0+2             | -1              | -                  | -                  | -                  | -           | -           | -           | 13     | -15    |
| 2018-2019             | Crystal Palace        | PL                    | 1          | -4         | FACup+CdL       | 1+0             | 0               | -                  | -                  | -                  | -           | -           | -           | 2      | -4     |
| Totale Crystal Palace | Totale Crystal Palace | Totale Crystal Palace | 371+5      | -460 + -4  |                 | 29              | -33             |                    | -                  | -                  |             | -           | -           | 405    | -497   |
| Totale carriera       | Totale carriera       | Totale carriera       | 456        | -601       |                 | 46              | -48             |                    | 4                  | -3                 |             | -           | -           | 518    | -652   |